# Can Ribot (Matajudaica)
Can Ribot és un edifici de Corçà (Baix Empordà) situat al carrer Major del poble de Matajudaica. Està inclòs a l'Inventari del Patrimoni Arquitectònic de Catalunya.

## Descripció
Es tracta de dues cases, la senyorial i la dels masovers, que formen un edifici bastant gran de plantes en forma de "U" deixant un gran pati al centre, i endemés acabat de tancar amb uns coberts o pallisses. L'estructura portant està construïda amb pedra i morter de calç, amb un posterior arrebossat també amb aquest tipus de morter. La coberta és de teula àrab.

## Història
Com passa quasi tots els conjunts construïts als poble de Matajudaica, en aquest cas també s'hi troben dos habitatges enganxats i comunicats entre ells mitjançant un pati. Es tracta de la casa senyorial i la dels masovers. Actualment ambdues estan abandonades, degut sobretot a que la gent en els últims anys està marxant del poble.